# Lucinda Ballard
Pour les articles homonymes, voir Ballard.
Répertoire
- Annie du Far West (1946, comédie musicale)
- Un tramway nommé Désir (1947, pièce)
- La Chatte sur un toit brûlant (1955, pièce)
- La Mélodie du bonheur (1959, comédie musicale)
Lucinda Ballard est une costumière et décoratrice américaine, née Lucinda Davis Goldsborough le 3 avril 1906 à La Nouvelle-Orléans (Louisiane), morte le 19 juin 1993 à New York (État de New York).

## Biographie
Lucinda Ballard (du nom de son premier mari) est principalement costumière de théâtre et débute à Broadway en 1937, sur Comme il vous plaira de William Shakespeare (avec Anne Revere et Shepperd Strudwick). Parmi les autres pièces auxquelles elle collabore, citons Un tramway nommé Désir (1947, avec Marlon Brando, Jessica Tandy, Kim Hunter et Karl Malden), La Chatte sur un toit brûlant (1955, avec Elizabeth Taylor, Ben Gazzara et Burl Ives) et La Descente d'Orphée (1957, avec Cliff Robertson et Maureen Stapleton), toutes trois écrites par Tennessee Williams.
Toujours à Broadway, elle contribue également (entre autres) à des comédies musicales, dont Annie du Far West (musique d'Irving Berlin, 1946, avec Ethel Merman) et La Mélodie du bonheur (musique de Richard Rodgers, 1959, avec Mary Martin et Theodore Bikel).
En outre, elle est décoratrice de deux pièces, ainsi que pour le ballet d'action Giselle, ou les Wilis (1941), sur une musique d'Adolphe Adam.
Enfin, on lui doit les costumes de deux films américains, le premier étant Le Portrait de Jennie (réalisation de William Dieterle, 1948, avec Jennifer Jones et Joseph Cotten). Le second est l'adaptation de la pièce pré-citée Un tramway nommé Désir, sous le même titre (réalisation d'Elia Kazan, 1951, avec Marlon Brando et Vivien Leigh).
Durant sa carrière, Lucinda Ballard obtient trois nominations au Tony Award des meilleurs costumes, dont deux gagnés en 1947 — elle est la première à l'obtenir — et 1962 (voir détails ci-dessous). De plus, le film Un tramway nommé Désir lui vaut en 1952 une nomination à l'Oscar des meilleurs costumes.
En 1951, elle épouse en secondes noces le lyriciste et librettiste Howard Dietz (1896-1983), dont elle reste veuve à son décès.

## Théâtre à Broadway

### Pièces
- 1937 : Comme il vous plaira (As You Like It) de William Shakespeare
- 1939 : Les Trois Sœurs (The Three Sisters - Три сестры) d'Anton Tchekhov
- 1943 : The Moon Vine de Patricia Coleman, mise en scène de John Cromwell (+ décors)
- 1943-1944 : Mashenka (Listen, Professor!) d'Alexandre Afinoguenov, adaptation de Peggy Phillips
- 1944-1946 : I Remember Mama de John Van Druten, d'après le roman Mama's Bank Account de Kathryn Forbes, production de Richard Rodgers et Oscar Hammerstein II
- 1945 : A Place of Our Own, de (et mise en scène par) Elliott Nugent
- 1946-1948 : Happy Birthday d'Anita Loos, mise en scène de Joshua Logan, musique de scène de Robert Russell Bennett, production de Richard Rodgers et Oscar Hammerstein II
- 1946-1947 : Another Part of the Forest de (et mise en scène par) Lillian Hellman, musique de scène de Marc Blitzstein
- 1947-1948 : John Loves Mary de Norman Krasna, mise en scène de Joshua Logan, production de Richard Rodgers, Oscar Hammerstein II et Joshua Logan
- 1947-1949 : Un tramway nommé Désir (A Streetcar Name Desire) de Tennessee Williams, mise en scène d'Elia Kazan
- 1948-1949 : Make Way for Lucia de (et mise en scène par) John Van Druten (+ décors)
- 1949-1950 : The Rat Place de (et mise en scène par) Garson Kanin (costumes de Betty Field)
- 1950 : The Wisteria Trees de (et mise en scène par) Joshua Logan, d'après La Cerisaie (Вишнёвый сад) d'Anton Tchekhov
- 1951-1953 : The Fourposter de Jan de Hartog, mise en scène de José Ferrer
- 1952-1953 : Mrs. McThing de Mary Chase
- 1953-1954 : La Cuisine des anges (My Three Angels) d'Albert Husson, adaptation de Bella et Sam Spewack, mise en scène de José Ferrer
- 1955-1956 : La Chatte sur un toit brûlant (Cat on a Hot Tin Roof) de Tennessee Williams, mise en scène d'Elia Kazan
- 1957 : La Descente d'Orphée (Orpheus Descending) de Tennessee Williams, musique de scène de Chuck Wayne
- 1957 : A Clearing in the Woods d'Arthur Laurents, musique de scène de Laurence Rosenthal, décors d'Oliver Smith
- 1957-1959 : The Dark at the Top of the Stairs de William Inge, mise en scène d'Elia Kazan
- 1958 : Handful of Fire de N. Richard Nash
- 1958-1959 : The Girls in 509 d'Howard Teichman, mise en scène de Bretaigne Windust
- 1958-1959 : J.B. d'Archibald MacLeish mise en scène d'Elia Kazan
- 1959 : A Loss of Roses de William Inge, mise en scène de Daniel Mann
- 1960-1961 : Invitation to a March de (et mise en scène par) Arthur Laurents, musique de scène de Stephen Sondheim
- 1962 : Romulus le Grand (Romulus - Romulus der Grosse) de Friedrich Dürrenmatt, adaptation de Gore Vidal, décors d'Oliver Smith
- 1962-1963 : Lord Pengo de S.N. Behrman, mise en scène de Vincent J. Donehue, décors d'Oliver Smith
- 1962-1963 : Tiger, Tiger Burning Bright de Peter S. Feibleman, mise en scène de Joshua Logan, décors d'Oliver Smith

### Comédies musicales
- 1938 : Great Lady, musique de Frederick Loewe, lyrics et livret d'Earle Crooker et Lowell Brentano, mise en scène de Bretaigne Windust
- 1940 : Higher and Higher, musique de Richard Rodgers, lyrics de Lorenz Hart, livret de Gladys Hurlbut et Joshua Logan
- 1943 : My Dear Public, musique et lyrics d'Irving Caesar, Samuel M. Lerner et Gerald Marks, livret d'Irving Caesar et Charles Gottesfeld
- 1945 : Memphis Bound!, musique et lyrics de Don Walker et Clay Warnick, livret d'Albert Wineman Barker et Sally Benson
- 1946-1947 : Show Boat, musique de Jerome Kern, lyrics et livret d'Oscar Hammerstein II, d'après le roman éponyme d'Edna Ferber, orchestrations de Robert Russell Bennett, reprise produite par Jerome Kern et Oscar Hammerstein II
- 1946-1949 : Annie du Far West (Annie Get Your Gun), musique et lyrics d'Irving Berlin, livret de Dorothy et Herbert Fields, mise en scène de Joshua Logan, production de Richard Rodgers et Oscar Hammerstein II
- 1947-1948 : Allegro, musique de Richard Rodgers, lyrics et livret d'Oscar Hammerstein II, orchestrations de Robert Russell Bennett, mise en scène et chorégraphie d'Agnes de Mille
- 1948-1949 : Love Life, musique, arrangements et orchestrations de Kurt Weill, lyrics et livret d'Alan Jay Lerner, mise en scène d'Elia Kazan, chorégraphie de Michael Kidd
- 1951 : Flahooley, musique de Sammy Fain, lyrics d'E.Y. Harburg, livret (et mise en scène) d'E.Y. Harburg et Fred Saidy
- 1953 : Carnival in Flanders, musique de Jimmy Van Heusen, lyrics de Johnny Burke, livret (et mise en scène) de John Sturges, d'après le film La Kermesse héroïque (1935) de Jacques Feyder, décors d'Oliver Smith
- 1955-1956 : Silk Stockings, musique et lyrics de Cole Porter, livret de George S. Kaufman, Leueen MacGrath et Abe Burrows, d'après l'histoire Ninotchka de Melchior Lengyel
- 1959-1963 : La Mélodie du bonheur (A Sound of Music), musique de Richard Rodgers, lyrics d'Oscar Hammerstein II, livret d'Howard Lindsay et Russel Crouse, mise en scène de Vincent J. Donehue, décors d'Oliver Smith
- 1961-1962 : The Gay Life, musique et lyrics d'Arthur Schwartz et Howard Dietz, livret de Fay et Michael Kanin, d'après la pièce Anatol d'Arthur Schnitzler, mise en scène de Gerald Freedman et Herbert Ross (numéros musicaux), décors d'Oliver Smith

### Autres
- 1941 : Giselle, ou les Wilis (Gizelle), ballet d'action, musique d'Adolphe Adam, chorégraphie originale de Jean Coralli et Jules Perrot (+ décors)
- 1942-1944 : Stars on Ice, revue sur glace
- 1944-1945 : Sing Out, Sweet Land, revue, arrangements de musiques populaires traditionnelles américaines
- 1947 : Street Scene, opéra, musique de Kurt Weill, livret de Langston Hughes, d'après la pièce éponyme d'Elmer Rice, direction musicale Maurice Abravanel
- 1947 : Le Soldat de chocolat (The Chocolate Soldier - Der tapfere Soldat), opérette, musique d'Oscar Straus, livret original de Rudolf Bernauer et Leopold Jacobson adapté par Guy Bolton et Stanislaus Stange, d'après la pièce Arms and the Man de George Bernard Shaw, chorégraphie de George Balanchine

## Cinéma
- 1948 : Le Portrait de Jennie (Portrait of Jennie) de William Dieterle
- 1951 : Un tramway nommé Désir (A Streetcar Named Desire) d'Elia Kazan

## Distinctions

### Nominations
- Tony Award des meilleurs costumes :
  - En 1958, pour La Descente d'Orphée.
- Oscar de la meilleure création de costumes :
  - En 1952, catégorie noir et blanc, pour Un tramway nommé Désir.

### Récompenses
- Tony Award des meilleurs costumes :
  - En 1947, pour Happy Birthday, Another Part of the Forest, Street Scene, John Loves Mary et Le Soldat de chocolat ;
  - Et en 1962, pour The Gay Life.